# Caballo (escultura)
La escultura urbana conocida por el nombre Caballo, ubicada en el centro Ecuestre El Asturcón, en la ciudad de Oviedo, Principado de Asturias, España, es una de las más de un centenar que adornan las calles de la mencionada ciudad española. En un primer momento las obras estaban destinadas a homenajear o a recordar a personajes célebres o ilustres que tenían una relación con la ciudad de Oviedo. Con el tiempo, el carácter artístico y embellecedor de las obras prevaleció sobre las primeras
La escultura, hecha en bronce, es obra de Iñigo Muguerza, y está datada en 2001.
Las instalaciones del Centro Ecuestre municipal El Asturcón, fueron inauguradas  en El Molinón en 1999, y con ellas se sustituía el recinto hípico de San Lázaro, que desapareció en los años ochenta del siglo XX. Con la estatua, que representa un caballo que podría calificarse de “grecolatino” por su figura estilizada y su brío, muestra un corcel con morro estirado, grupa erizada y patas musculosas.